# Kaique Rocha
Kaique Rocha Lima (Taboão da Serra, 28 de fevereiro de 2001) é um futebolista brasileiro que atua como zagueiro pelo Casa Pia.

## Carreira

### Santos
Nascido em Taboão da Serra, São Paulo, Kaique ingressou nas categorias de base do Santos em 2013, aos 12 anos de idade. Em 22 de março de 2017, ele assinou seu primeiro contrato profissional com o time da Vila Belmiro em um acordo de três anos.
Em 9 de novembro de 2018, com o contrato de Robson Bambu prestes a expirar e Lucas Veríssimo e Luiz Felipe lesionados, Kaique foi convocado para o time principal pelo técnico Cuca.

### Sampdoria
Em 2 de setembro de 2019, Kaique assinou um contrato de cinco anos com a Sampdoria, por aproximadamente 1,2 milhão de euros, com o Santos mantendo 15% dos direitos de uma venda futura. Ele fez sua estreia no time principal italiano em 27 de outubro de 2020, em vitória por 1 a 0 em casa na Coppa Italia contra a Salernitana.
Em 30 de agosto de 2021, Kaique retornou ao Brasil acertando um contrato de empréstimo de dois anos com o Internacional.
Em 20 de janeiro de 2023, o contrato de Kaique com a Sampdoria foi rescindido por consentimento mútuo.

### Athletico Paranaense
Em 3 de fevereiro de 2023, Kaique assinou um contrato de quatro anos com o Athletico Paranaense. No clube paranaense, Kaique foi campeão estadual em 2023.

### Internacional
Kaique retornou ao Internacional em 2025, sendo opção para a zaga. Ele fez parte do grupo que conquistou o Campeonato Gaúcho de 2025.

### Casa Pia
Após passagem apagada em seu retorno ao Internacional, foi vendido ao Casa Pia que disputa a primeira divisão portuguesa, com o clube gaúcho recebendo cerca de 400 mil euros na operação.

## Seleção Brasileira
Em 7 de março de 2018, Kaique Rocha foi convocado para a Seleção Brasileira sub-17 para dois amistosos contra a Inglaterra.

## Títulos
Athletico Paranaense
- Campeonato Paranaense: 2023

Internacional
- Campeonato Gaúcho: 2025